# ビンタイ駅
ビンタイ駅（ベトナム語：Ga Bình Thái / Ga 平泰?）はベトナム社会主義共和国ホーチミン市トゥドゥック市に位置するホーチミン地下鉄の駅である。

## 路線
ホーチミン地下鉄
1号線

## 隣の駅
ホーチミン地下鉄
1号線
フオックロン駅 - ビンタイ駅 - トゥドゥック駅